# Пулитцеровская премия
Пу́литцеровская (также Пу́лицеровская) пре́мия (англ. Pulitzer Prize) — одна из наиболее престижных наград США в области литературы, журналистики, музыки и театра.

## История

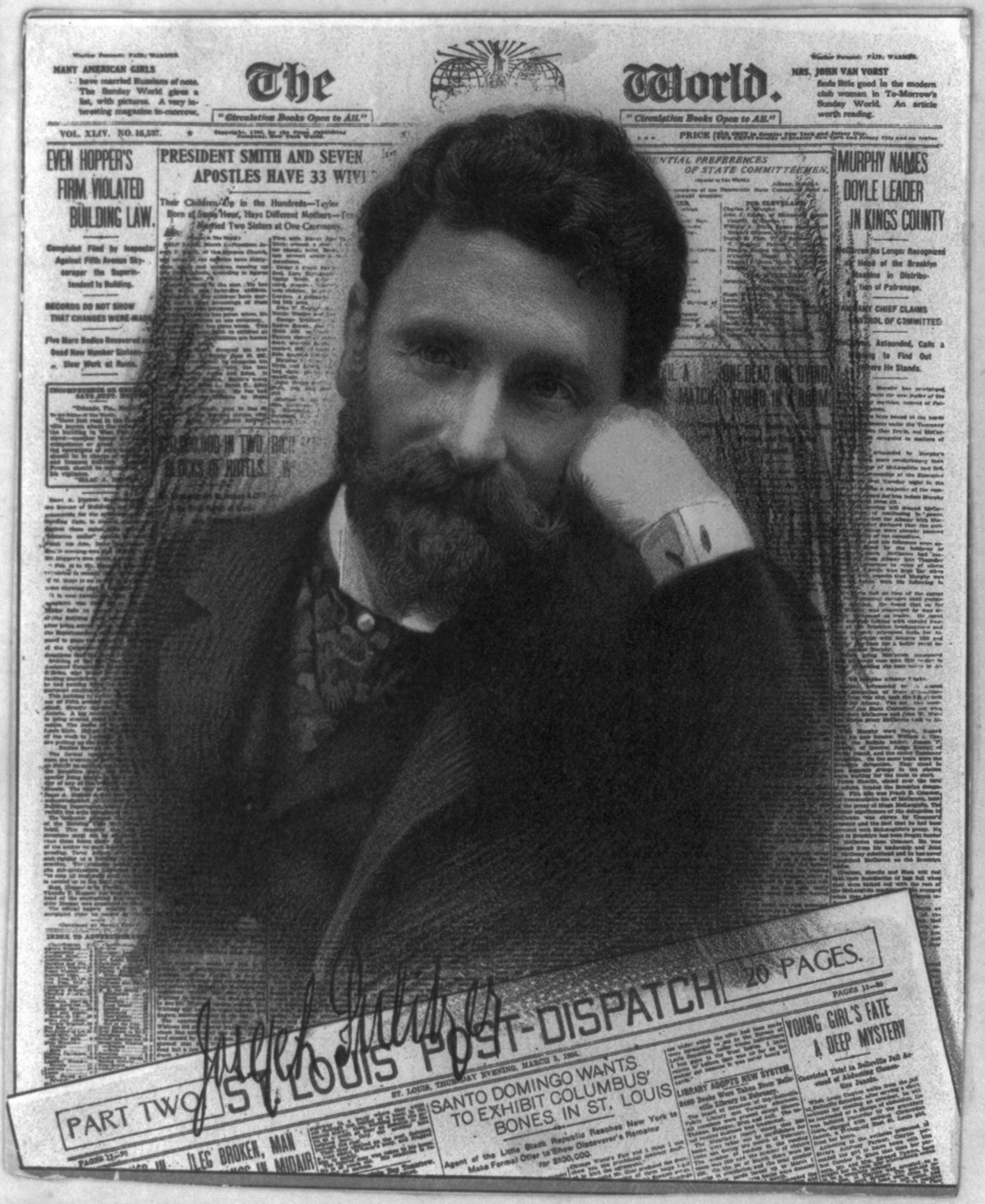
Джозеф Пулитцер

В октябре 1911 года скончался газетный магнат венгерско-еврейского происхождения Джозеф Пулитцер (1847—1911). Согласно завещанию, был основан фонд его имени на оставленные с этой целью два миллиона долларов. Завещание было составлено 17 августа 1903 года, этот день считается датой учреждения Пулитцеровской премии.
Первым лауреатом премии в 1917 году в номинации «За репортаж» (Pulitzer Prize for Reporting) стал американский журналист Герберт Байярд Своуп. Он был удостоен престижного приза за серию материалов в газете The New York World под названием «Изнутри Германской империи» (Inside The German Empire), опубликованных в октябре 1916 года.
С 1917 года премия вручается ежегодно в первый понедельник мая попечителями Колумбийского университета в Нью-Йорке. Размер премии составляет 15 тысяч долларов США.

## Номинации Пулитцеровской премии
| Журналистика - За служение обществу - За выдающуюся подачу сенсационного материала - За выдающееся расследование - За мастерство - За освещение местных новостей - За раскрытие национальной темы - За международный репортаж - За очерк - За комментарий - За критику - За редакционный комментарий - За карикатуру - За новостную фотографию - За художественную фотографию - За аудиорепортаж | Литература - За художественную книгу - За книгу по истории - За лучшую драму - За биографию или автобиографию - За поэзию - За нехудожественную литературу Другие - За выдающееся музыкальное произведение - Особое упоминание |

## Оценки
За время своего существования Пулитцеровская комиссия неоднократно подвергалась критике за неправильное вручение или невручение наград. Противоречия часто возникали также между счетной комиссией и судейской коллегией. Субъективность самого процесса награждения с неизбежностью приводила к такого рода противоречиям. Однако комиссия никогда не принимала популистских решений. Многие, а возможно и большинство отмеченных премией книг, никогда не входили в основные списки бестселлеров, а многие награждённые комиссией пьесы никогда не ставились на сценах бродвейских театров. Наибольшее количество наград в журналистской номинации собрали такие крупные издания как The New York Times, The Wall Street Journal и The Washington Post. Однако комиссия часто отмечала и небольшие, малоизвестные газеты. С февраля 2006 года авторы и издания, претендующие на Пулитцеровскую премию, могли представлять в жюри не только произведения на бумажных носителях, но и работы из Интернет-пространства. С 2011 года приём работ осуществляется исключительно в электронном виде.